# Torneo Esperanzas de Toulon de 2012
El XL Torneo Esperanzas de Toulon de 2012 se realizó entre el 23 de mayo y el 1 de junio de 2012. En el certamen participaron 8 países, los cuales jugaron con selecciones de la modalidad Sub-23.
Este torneo contó con la particularidad de tener cinco selecciones olímpicas, las cuales participaran del Torneo masculino de fútbol en los Juegos Olímpicos de Londres 2012, estas selecciones son Bielorrusia, Egipto, Japón, Marruecos y México.

## Sedes
Los partidos se disputaron en 8 localidades:
- Aubagne
- Hyères
- La Seyne
- Le Lavandou
- La Valette-du-Var
- Niza
- Aviñón
- Saint-Raphaël

## Países participantes y uniformes
| Bandera de Bielorrusia | Bandera de Egipto | Bandera de Francia | Bandera de Japón |
| Bielorrusia            | Egipto            | Francia            | Japón            |
| ---------------------- | ----------------- | ------------------ | ---------------- |

| Bandera de Marruecos | Bandera de México | Bandera de los Países Bajos | Bandera de Turquía |
| Marruecos            | México            | Países Bajos                | Turquía            |
| -------------------- | ----------------- | --------------------------- | ------------------ |

## Primera fase

### Grupo A
| Equipo       | Pts | PJ | PG | PE | PP | GF | GC | Dif |
| ------------ | --- | -- | -- | -- | -- | -- | -- | --- |
| Países Bajos | 6   | 3  | 2  | 0  | 1  | 6  | 3  | 2   |
| Turquía      | 4   | 3  | 1  | 1  | 1  | 3  | 2  | 1   |
| Egipto       | 4   | 3  | 1  | 1  | 1  | 4  | 6  | -2  |
| Japón        | 3   | 3  | 1  | 0  | 2  | 5  | 7  | -2  |

| 23 de mayo de 2012, 17:45 | Turquía                     | 2:0 (0:0) | Japón | Stade Perruc, Hyères                     |                                          |
|                           | Oiwa 56' (a.g.) · Tozlu 74' | Reporte   |       | Árbitro(s): Jérôme Efong Nzolo (Bélgica) | Árbitro(s): Jérôme Efong Nzolo (Bélgica) |

| 23 de mayo de 2012, 20:00 | Egipto | 0:3 (0:1) | Países Bajos                                 | Stade Perruc, Hyères                         |                                              |
|                           |        | Reporte   | Barazite 23' · Rienstra 67' · Ten Voorde 77' | Árbitro(s): Ricardo Arellano Nieves (México) | Árbitro(s): Ricardo Arellano Nieves (México) |

| 25 de mayo de 2012, 17:45 | Japón                                 | 3:2 (1:1) | Países Bajos                | Stade de l'Estérel, Saint-Raphaël            |                                              |
|                           | Saito 5' · Ibusuki 43' · Ohgihara 73' | Reporte   | Gouriye 2' · Ten Voorde 46' | Árbitro(s): Siarhei Tsynkevich (Bielorrusia) | Árbitro(s): Siarhei Tsynkevich (Bielorrusia) |

| 25 de mayo de 2012, 20:00 | Egipto    | 1:1 (0:1) | Turquía  | Stade de l'Estérel, Saint-Raphaël        |                                          |
|                           | Gaber 71' | Reporte   | Güral 4' | Árbitro(s): Jerôme Efong Nzolo (Bélgica) | Árbitro(s): Jerôme Efong Nzolo (Bélgica) |

| 27 de mayo de 2012, 18:10 | Japón         | 2:3 (0:2) | Egipto                              | Le Grand Stade, Le Lavandou            |                                        |
|                           | Usami 41' 48' | Reporte   | Eid 31' · Mohsen 37' · Souliman 73' | Árbitro(s): Mounir Mabrouk (Marruecos) | Árbitro(s): Mounir Mabrouk (Marruecos) |

| 27 de mayo de 2012, 18:10 | Países Bajos | 1:0 (1:0) | Turquía | Stade vallis Laeta, La Valette-du-Var        |                                              |
|                           | Alberg 10'   | Reporte   |         | Árbitro(s): Ricardo Arellano Nieves (México) | Árbitro(s): Ricardo Arellano Nieves (México) |

### Grupo B
| Equipo      | Pts | PJ | PG | PE | PP | GF | GC | Dif |
| ----------- | --- | -- | -- | -- | -- | -- | -- | --- |
| Francia     | 7   | 3  | 2  | 1  | 0  | 8  | 4  | 4   |
| México      | 6   | 3  | 2  | 0  | 1  | 7  | 7  | 0   |
| Marruecos   | 2   | 3  | 0  | 2  | 1  | 5  | 6  | -1  |
| Bielorrusia | 1   | 3  | 0  | 1  | 2  | 2  | 5  | -3  |

| 24 de mayo de 2012, 17:45 | Marruecos                         | 3:4 (1:2) | México                                | Stade De Lattre, Aubagne           |                                    |
|                           | Qasmi 28' 79' (pen.) · Labyad 42' | Reporte   | Feddal 6' (a.g.) · Fabián 22' 57' 84' | Árbitro(s): Yudai Yamamoto (Japón) | Árbitro(s): Yudai Yamamoto (Japón) |

| 24 de mayo de 2012, 20:00 | Bielorrusia                 | 1:3 (0:1) | Francia                                    | Stade De Lattre, Aubagne             |                                      |
|                           | Stanislav Dragun 49' (pen.) | Reporte   | De Préville 8' · Mulumba 59' · Makengo 72' | Árbitro(s): Danny Makkelie (Holanda) | Árbitro(s): Danny Makkelie (Holanda) |

| 26 de mayo de 2012, 17:45 | Bielorrusia | 0:0     | Marruecos | Stade du Ray, Niza             |                                |
|                           |             | Reporte |           | Árbitro(s): Sham Omar (Egipto) | Árbitro(s): Sham Omar (Egipto) |

| 26 de mayo de 2012, 20:00 | Francia                                   | 3:1 (2:1) | México     | Stade du Ray, Niza                 |                                    |
|                           | Germain 9' · De Préville 13' · Landre 60' | Reporte   | Fabián 35' | Árbitro(s): Yudai Yamamoto (Japón) | Árbitro(s): Yudai Yamamoto (Japón) |

| 28 de mayo de 2012, 18:00 | Bielorrusia | 1:2 (0:0) | México           | Le Grand Stade, Le Lavandou    |                                |
|                           | Sivakov 44' | Reporte   | Fabián 59' 80+3' | Árbitro(s): Sham Omar (Egipto) | Árbitro(s): Sham Omar (Egipto) |

| 28 de mayo de 2012, 18:00 | Francia                         | 2:2 (1:0) | Marruecos                 | Stade Marquet, La Seyne              |                                      |
|                           | Trebel 23' · Makengo 51' (pen.) | Reporte   | Frikeche 54' · Feddal 71' | Árbitro(s): Danny Makkelie (Holanda) | Árbitro(s): Danny Makkelie (Holanda) |

## Segunda fase
|  | Semifinales        | Semifinales        |   |                    | Final              | Final |  |
|  |                    |                    |   |                    |                    |       |  |
|  |                    |                    |   |                    |                    |       |  |
|  | 30 de mayo, Aviñón |                    |   |                    |                    |       |  |
|  | Países Bajos       | 2                  |   |                    |                    |       |  |
|  | México             | 4                  |   |                    |                    |       |  |
|  |                    |                    |   |                    |                    |       |  |
|  |                    |                    |   |                    | 1 de junio, Hyères |       |  |
|  |                    |                    |   |                    | México             | 3     |  |
|  |                    | Turquía            | 0 |                    |                    |       |  |
|  |                    |                    |   |                    |                    |       |  |
|  |                    |                    |   |                    |                    |       |  |
|  |                    |                    |   |                    | Tercer lugar       |       |  |
|  | 30 de mayo, Aviñón | 30 de mayo, Aviñón |   | 1 de junio, Hyères | 1 de junio, Hyères |       |  |
|  | Francia            | 0                  |   | Países Bajos       | 3                  |       |  |
|  | Turquía            | 1                  |   |                    | Francia            | 2     |  |

### Semifinales
| 30 de mayo de 2012, 17:30 | Países Bajos       | 2:4 (2:1) | México                                               | Parc des Sports, Aviñón        |                                |
|                           | Van Haaren 10' 19' | Reporte   | Herrera 13' · Ramírez 51' · Jiménez 53' · Fabián 78' | Árbitro(s): Siarhei Tsynkevich | Árbitro(s): Siarhei Tsynkevich |

| 30 de mayo de 2012, 20:00 | Francia | 0:1 (0:1) | Turquía         | Parc des Sports, Aviñón    |                            |
|                           |         | Reporte   | Kose 18' (pen.) | Árbitro(s): Mounir Mabrouk | Árbitro(s): Mounir Mabrouk |

### Tercer lugar
| 1 de junio de 2012, 18:30 | Francia                       | 2:3 (0:2) | Países Bajos                                 | Stade Perruc, Hyères                |                                     |
|                           | De Preville 73' · Germain 76' | Reporte   | Wijnaldum 3' · Barazite 38' · Ten Voorde 80' | Árbitro(s): Ricardo Arellano Nieves | Árbitro(s): Ricardo Arellano Nieves |

### Final
| 12    | POR   | José Antonio Rodríguez Romero |     |
| 2     | DEF   | Nestor Vidrio                 |     |
| 3     | DEF   | Hiram Mier                    |     |
| 13    | DEF   | Diego Reyes                   |     |
| 5     | DEF   | Darvin Chávez                 |     |
| 14    | MED   | Jorge Enríquez García         |     |
| 10    | MED   | Marco Fabián                  |     |
| 6     | MED   | Héctor Herrera                | 75' |
| 11    | MED   | Javier Aquino                 | 79' |
| 15    | DEL   | Cándido Ramírez               | 61' |
| 20    | DEL   | Raúl Jiménez                  | 65' |
| D. T. | D. T. | Luis Fernando Tena            |     |

| 1     | POR   | Mahmut Ertuğrul Taşkıran |     |
| 19    | DEF   | Furkan Şeker             |     |
| 8     | DEF   | Salih Dursun             | 77' |
| 2     | DEF   | Berat Çetinkaya          |     |
| 20    | DEF   | Erkan Kaş                |     |
| 13    | MED   | Kemal Tokak              |     |
| 16    | MED   | İsmail Haktan Odabaşı    | 59' |
| 14    | MED   | Bülent Cevahir           |     |
| 18    | MED   | Necip Uysal              |     |
| 10    | DEL   | Emre Güral               | 48' |
| 9     | DEL   | Tevfik Köse              |     |
| D. T. | D. T. | Gökhan Keskin            |     |

| 7  | Delantero      | Javier Cortés          | 61' |
| 19 | Delantero      | Alan Pulido            | 65' |
| 14 | Centrocampista | Jorge Daniel Hernández | 75' |
| 9  | Defensa        | César Ibáñez           | 79' |

| 6  | Centrocampista | Kağan Söylemezgiller | 41' |
| 7  | Centrocampista | Ferhat Kiraz         | 48' |
| 11 | Delantero      | Eren Tozlu           | 59' |
| 15 | Centrocampista | Abdülkadir Kayalı    | 77' |

| 26' · 71' · 78' | Cándido Ramírez Hiram Mier Alan Pulido | 1:0 2:0 3:0 |

| 49' | Héctor Herrera |

| 24' · 63' | Kemal Tokak Necip Uysal |

| Principal  | M. Efong Nzolo |
| Asistentes | M. Berbier     |
|            | M. Huens       |
| Cuarto     | M. Mabrouk     |

| 12    | POR   | José Antonio Rodríguez Romero |     |
| 2     | DEF   | Nestor Vidrio                 |     |
| 3     | DEF   | Hiram Mier                    |     |
| 13    | DEF   | Diego Reyes                   |     |
| 5     | DEF   | Darvin Chávez                 |     |
| 14    | MED   | Jorge Enríquez García         |     |
| 10    | MED   | Marco Fabián                  |     |
| 6     | MED   | Héctor Herrera                | 75' |
| 11    | MED   | Javier Aquino                 | 79' |
| 15    | DEL   | Cándido Ramírez               | 61' |
| 20    | DEL   | Raúl Jiménez                  | 65' |
| D. T. | D. T. | Luis Fernando Tena            |     |

| 1     | POR   | Mahmut Ertuğrul Taşkıran |     |
| 19    | DEF   | Furkan Şeker             |     |
| 8     | DEF   | Salih Dursun             | 77' |
| 2     | DEF   | Berat Çetinkaya          |     |
| 20    | DEF   | Erkan Kaş                |     |
| 13    | MED   | Kemal Tokak              |     |
| 16    | MED   | İsmail Haktan Odabaşı    | 59' |
| 14    | MED   | Bülent Cevahir           |     |
| 18    | MED   | Necip Uysal              |     |
| 10    | DEL   | Emre Güral               | 48' |
| 9     | DEL   | Tevfik Köse              |     |
| D. T. | D. T. | Gökhan Keskin            |     |

| 7  | Delantero      | Javier Cortés          | 61' |
| 19 | Delantero      | Alan Pulido            | 65' |
| 14 | Centrocampista | Jorge Daniel Hernández | 75' |
| 9  | Defensa        | César Ibáñez           | 79' |

| 6  | Centrocampista | Kağan Söylemezgiller | 41' |
| 7  | Centrocampista | Ferhat Kiraz         | 48' |
| 11 | Delantero      | Eren Tozlu           | 59' |
| 15 | Centrocampista | Abdülkadir Kayalı    | 77' |

| 26' · 71' · 78' | Cándido Ramírez Hiram Mier Alan Pulido | 1:0 2:0 3:0 |

| 49' | Héctor Herrera |

| 24' · 63' | Kemal Tokak Necip Uysal |

| Principal  | M. Efong Nzolo |
| Asistentes | M. Berbier     |
|            | M. Huens       |
| Cuarto     | M. Mabrouk     |

| 12    | POR   | José Antonio Rodríguez Romero |     |
| 2     | DEF   | Nestor Vidrio                 |     |
| 3     | DEF   | Hiram Mier                    |     |
| 13    | DEF   | Diego Reyes                   |     |
| 5     | DEF   | Darvin Chávez                 |     |
| 14    | MED   | Jorge Enríquez García         |     |
| 10    | MED   | Marco Fabián                  |     |
| 6     | MED   | Héctor Herrera                | 75' |
| 11    | MED   | Javier Aquino                 | 79' |
| 15    | DEL   | Cándido Ramírez               | 61' |
| 20    | DEL   | Raúl Jiménez                  | 65' |
| D. T. | D. T. | Luis Fernando Tena            |     |

| 1     | POR   | Mahmut Ertuğrul Taşkıran |     |
| 19    | DEF   | Furkan Şeker             |     |
| 8     | DEF   | Salih Dursun             | 77' |
| 2     | DEF   | Berat Çetinkaya          |     |
| 20    | DEF   | Erkan Kaş                |     |
| 13    | MED   | Kemal Tokak              |     |
| 16    | MED   | İsmail Haktan Odabaşı    | 59' |
| 14    | MED   | Bülent Cevahir           |     |
| 18    | MED   | Necip Uysal              |     |
| 10    | DEL   | Emre Güral               | 48' |
| 9     | DEL   | Tevfik Köse              |     |
| D. T. | D. T. | Gökhan Keskin            |     |

| 7  | Delantero      | Javier Cortés          | 61' |
| 19 | Delantero      | Alan Pulido            | 65' |
| 14 | Centrocampista | Jorge Daniel Hernández | 75' |
| 9  | Defensa        | César Ibáñez           | 79' |

| 6  | Centrocampista | Kağan Söylemezgiller | 41' |
| 7  | Centrocampista | Ferhat Kiraz         | 48' |
| 11 | Delantero      | Eren Tozlu           | 59' |
| 15 | Centrocampista | Abdülkadir Kayalı    | 77' |

| 26' · 71' · 78' | Cándido Ramírez Hiram Mier Alan Pulido | 1:0 2:0 3:0 |

| 49' | Héctor Herrera |

| 24' · 63' | Kemal Tokak Necip Uysal |

| Principal  | M. Efong Nzolo |
| Asistentes | M. Berbier     |
|            | M. Huens       |
| Cuarto     | M. Mabrouk     |

| 12    | POR   | José Antonio Rodríguez Romero |     |
| 2     | DEF   | Nestor Vidrio                 |     |
| 3     | DEF   | Hiram Mier                    |     |
| 13    | DEF   | Diego Reyes                   |     |
| 5     | DEF   | Darvin Chávez                 |     |
| 14    | MED   | Jorge Enríquez García         |     |
| 10    | MED   | Marco Fabián                  |     |
| 6     | MED   | Héctor Herrera                | 75' |
| 11    | MED   | Javier Aquino                 | 79' |
| 15    | DEL   | Cándido Ramírez               | 61' |
| 20    | DEL   | Raúl Jiménez                  | 65' |
| D. T. | D. T. | Luis Fernando Tena            |     |

| 1     | POR   | Mahmut Ertuğrul Taşkıran |     |
| 19    | DEF   | Furkan Şeker             |     |
| 8     | DEF   | Salih Dursun             | 77' |
| 2     | DEF   | Berat Çetinkaya          |     |
| 20    | DEF   | Erkan Kaş                |     |
| 13    | MED   | Kemal Tokak              |     |
| 16    | MED   | İsmail Haktan Odabaşı    | 59' |
| 14    | MED   | Bülent Cevahir           |     |
| 18    | MED   | Necip Uysal              |     |
| 10    | DEL   | Emre Güral               | 48' |
| 9     | DEL   | Tevfik Köse              |     |
| D. T. | D. T. | Gökhan Keskin            |     |

| 7  | Delantero      | Javier Cortés          | 61' |
| 19 | Delantero      | Alan Pulido            | 65' |
| 14 | Centrocampista | Jorge Daniel Hernández | 75' |
| 9  | Defensa        | César Ibáñez           | 79' |

| 6  | Centrocampista | Kağan Söylemezgiller | 41' |
| 7  | Centrocampista | Ferhat Kiraz         | 48' |
| 11 | Delantero      | Eren Tozlu           | 59' |
| 15 | Centrocampista | Abdülkadir Kayalı    | 77' |

| 26' · 71' · 78' | Cándido Ramírez Hiram Mier Alan Pulido | 1:0 2:0 3:0 |

| 49' | Héctor Herrera |

| 24' · 63' | Kemal Tokak Necip Uysal |

| Principal  | M. Efong Nzolo |
| Asistentes | M. Berbier     |
|            | M. Huens       |
| Cuarto     | M. Mabrouk     |

|                   |
| Bandera de México |
| Campeón           |
| México            |
| 1º título         |